# COVID-19-Pandemie in Saudi-Arabien
Die COVID-19-Pandemie in Saudi-Arabien tritt als regionales Teilgeschehen des weltweiten Ausbruchs der Atemwegserkrankung COVID-19 auf und beruht auf Infektionen mit dem Ende 2019 neu aufgetretenen Virus SARS-CoV-2 aus der Familie der Coronaviren. Die COVID-19-Pandemie breitet sich seit Dezember 2019 von China ausgehend aus. Ab dem 11. März 2020 stufte die Weltgesundheitsorganisation (WHO) das Ausbruchsgeschehen des neuartigen Coronavirus als Pandemie ein.

## Verlauf im Land
Saudi-Arabien hatte COVID-19 lange Zeit als „schiitische Seuche“ bezeichnet.
Am 2. März 2020 wurde der erste COVID-19-Fall in Saudi-Arabien bestätigt; in den WHO-Situationsberichten tauchte dieser Fall erstmals am 3. März 2020 auf, bis zum 7. April wurden von der WHO 2.752 COVID-19-Fälle und 38 Todesfälle in Saudi-Arabien bestätigt.
Am 14. April war Saudi-Arabien mit gemeldeten über 3.400 Fällen – sowohl in der Herrscherfamilie als auch unter migrantischen Arbeitenden – nach Iran, Türkei und Israel der in der Region am meisten betroffene Staat: Laut New York Times hätten sich bisher über 150 Prinzen angesteckt, die Hälfte von ihnen befinde sich im Krankenhaus. Als erster in kritischem Zustand scheine Faisal bin Bandar Al Saud, der Gouverneur von Riad, der als 84-Jähriger schon länger Anzeichen von Demenz zeige, ein Neffe König Salmans. Der König selbst habe sich demgemäß nahe Jeddah in Palast-Quarantäne auf eine Insel im Roten Meer begeben. Sein Sohn, Kronprinz Mohammed bin Salman (de facto Herrscher Saudi-Arabiens), zog sich mit einigen Getreuen und Ministern an einen abgelegenen Küstenteil des Roten Meeres an der Grenze Jordaniens zurück, wo die futuristische Stadt Neom entstehen soll.
Die auch hier über das Land verhängte Ausgangssperre war Anfang April auf unbestimmte Zeit verlängert worden, die Bevölkerung durfte ihre Unterkünfte lediglich zum Einkaufen verlassen. Alle Flughäfen des Landes waren bereits Anfang März geschlossen, das Reisen zwischen den dreizehn Provinzen untersagt worden. S.-A.s Gesundheitsminister Tawfiq al-Rabiah hatte gewarnt, man stehe erst am Anfang der Pandemie, die Zahl der Infizierten könne bis auf 200.000 wachsen. Die Dunkelziffer der Infektionen im Land sei enorm hoch, weil es an Tests für das Lungenvirus fehle.
Laut dem Twitterkanal des saudischen Whistleblowers Mujtahidd würden in der exklusiv der Herrscherfamilie und ausländischen Diplomaten vorbehaltenen König-Faisal-Klinik in der Hauptstadt Riad 500 Intensivbetten freigehalten; im Al-Shumaisi-Hospital in der Stadt lägen bereits 1.000 Corona-Infizierte, in Mekka hätten sich 50 Ärzte und Krankenpfleger angesteckt. Auf dem Land gebe es zudem tausende Fälle, die nicht in Kliniken versorgt würden. Nach Angaben von Ärzten hat sich das Virus in S.-A. auffällig stark unter den migrantischen Arbeitskräften im Land aus anderen Ländern Asiens und anderen arabischen Nationen verbreitet; diese machen etwa ein Drittel der 33 Mio. Einwohner aus. Sie leben oft dicht gedrängt in Mehrbettzimmern, dabei haben sie praktisch keinen Zugang zu ärztlicher Versorgung. Tatsächlich verbreitet wurde die pandemische Seuche hier wohl vor allem von ägyptischen Gastarbeitern. Zudem sollen Mitglieder der saudischen Königsfamilie das Virus von Shopping-Touren in Italien und Spanien eingeschleppt haben.
Waren es Mitte April 2020 noch etwas über 5.000 Infizierte, hatte sich diese Zahl bereits Mitte Mai verzehnfacht, so dass in der Region nur der Iran noch schwerer betroffen war. Am 7. Juni wurden mehr als 100.000 Fälle gemeldet, am 19. Juni schon über 150.000 Infektionsfälle. Davon galten über 105.000 als geheilt. Die aktiven Fälle konzentrierten sich am 22. Juni 2020 auf die Hauptstadt Riad (438), die Hafenstädte Dschidda (388) und Dammam (345), auf Mekka (269) und Qatif (217), sowie vier weitere Orte mit über 100 aktiven Fällen. Allein in der 25. Kalenderwoche (15. bis 21. Juni 2020) gab es über 30.000 Neuinfektionen. Auch die Zahl der Toten stieg schnell an: Mitte April 2020 waren es etwas über 50, Mitte Mai etwas mehr als 250, Ende Mai bereits über 500 und Mitte Juni über 1.000 gemeldete Covid-19-Todesfälle.
Nach drei Monaten Schließung wurden am 21. Juni trotz der dramatischen Zahlen der 25. Kalenderwoche auch die zirka 1.500 heiligen Stätten Mekkas wieder geöffnet, da man diese für die Haddsch vorbereiten will. Bereits Ende Mai hatte man diesen Schritt für die anderen Landesteile gewagt und zehntausende Gotteshäuser, darunter die Prophetenmoschee in Medina wieder geöffnet. Der internationale Reiseverkehr ist aber vorerst weiter außer Betrieb gesetzt.

## Folgen und Maßnahmen

### Hintergrund
Die hier beginnende Eskalation der Pandemie trifft das Land in einer kritischen Phase: In der Königsfamilie und Herrscherdynastie Saud tobt ein Machtkampf: Anfang März des Jahres ließ Kronprinz Mohammed bin Salman den einzigen noch lebenden Bruder seines Vaters, Prinz Ahmed bin Abdulaziz sowie den 2017 entmachteten Kronprinzen und langjährigen Innenminister Mohammed bin Nayef verhaften. Im Krieg im Nachbarland Jemen (-> Huthi-Konflikt) sind die Huthis seit Beginn des Jahres 2020 militärisch auf dem Vormarsch; Ende März beschossen sie erstmals seit dem Angriff auf Abqaiq und Churais wieder Saudi-Arabien mit Raketen. Das Angebot Riads für eine Feuerpause ließen sie unbeantwortet.

### Wirtschaftliche Folgen
Im Zuge der Wirtschaftskrise 2020–2021 stürzten neben dem Ölpreis auch die Aktienmärkte beim Tadawul Anfang Mai um 6,8 % ein. Obendrein pausiert der umsatzstarke Pilgerbetrieb nach Mekka und Medina, welcher üblicherweise für jährlich zehn Milliarden Euro Einnahmen im Land sorgt – noch ist unklar, ob das islamische Welttreffen „Haddsch“ Ende Juli erstmals seit über 200 Jahren ausfallen muss. Dessen letzte Absage war 1798 durch den Einmarsch Napoleons in Ägypten ausgelöst worden.
Laut der Saudi Central Bank verzeichnete das Königreich seit Ausbruch der Krise bis Ende April 2020 einen Wertverfall von 27 Milliarden US-Dollar beim im Ausland hinterlegten Vermögen. Damit lag es Ende April 2020 mit 464 Milliarden US-Dollar so niedrig wie seit 19 Jahren nicht mehr.
Medien berichteten Ende 2020 von einem Defizit in Höhe von 80 Milliarden US-Dollar. Dies bedeute eine Verdopplung gegenüber dem Vorjahr.

## Statistik
Die Fallzahlen entwickelten sich während der COVID-19-Pandemie in Saudi-Arabien wie folgt:

### Infektionen

Bestätigte Infizierte in Saudi-Arabien nach Daten der WHO. Oben kumuliert, unten Tageswerte

### Todesfälle

Bestätigte Todesfälle in Saudi-Arabien nach Daten der WHO. Oben kumuliert, unten Tageswerte